# Vinya del Xic
La Vinya del Xic és una antiga vinya reconvertida en camps de conreu del municipi de Castell de Mur, al Pallars Jussà, a l'antic terme de Mur, en terres del poble de Puigmaçana.
Està situada al sud-est de la Vinya Vella del Xic, a ponent de la Masia del Xic, actualment en ruïnes.

## Etimologia
Aquesta vinya deu el seu nom a la seva pertinença a la veïna Masia del Xic.